# تیسافرن

تصویر سکه‌های نقره و برنز تیسافرن. مقیاس اندازه دو سکه متفاوت می‌باشد.

تیسافرن (چیثرافرنه به پارسی باستان English. Tissaphernes, Greek. Τισσαφέρνης، Persian. Ciθrafarna) (کشته شده به سال ۳۹۵ پیش از میلاد) سردار ایرانی و شهربان یا ساتراپ لیدیه و کاریا (ایالات مهم آسیای صغیر واقع در ترکیه کنونی) و برادر استاتیرای یکم همسر اردشیر دوم هخامنشی و طبق گفته کتزیاس فرزند هیدرانس سوم از دودمان اروندی و نواده ویدرنه از یاران هفتگانه داریوش بزرگ بود. 
دوران حکومت تیسافرن بر آسیای صغیر با تحولات مهمی در تاریخ ایران و یونان مقارن بود. این تقارن تیسافرن را به یکی از بازیگران اصلی سیاست دربار هخامنشی در بحران جانشینی داریوش دوم و نیز یکی از چهره‌های سیاسی مؤثر در جنگ‌های پلوپونزی یونان تبدیل نمود.
تیسافرن در سال ۴۱۳ پیش از میلاد توسط داریوش دوم مأمور جمع‌آوری خراج عقب افتاده ایونیه گردید. با توجه به نزدیکی آتن با یونانیان ایونیه و در حالی که آتن و اسپارت مشغول جنگ‌های پلوپونزی (۴۳۱ تا ۴۰۴ پیش از میلاد) بودند، تیسافرن با اسپارت متحد گردید و قسمت‌هایی از ایونیه را به سال ۴۱۲ پیش از میلاد تسخیر نمود. امّا تیسافرن بیش از آنکه جنگجو باشد سیاستمدار بود و به سرعت حمایت خود از اسپارت را متوقف کرد. مطابق سیاستی که تیسافرن، ظاهراً به توصیه آلکیبیادس طراحی کرده بود، دولت هخامنشی همیشه از طرف ضعیفتر در جنگ‌های پلوپونزی حمایت می‌کرد. این سیاست موجب طولانی شدن جنگ در یونان و تضعیف مواضع دولت‌شهرهای یونانی در برابر شاهنشاهی هخامنشی می‌گردید.
سیاست تیسافرن در قبال یونان تا سال ۴۰۸ پ.م ادامه پیدا کرد، امّا در آن سال، داریوش دوم که به پایان عمر خویش نزدیک می‌شد، فرزند جوانترش معروف به کوروش جوان را به ساتراپی کل آسیای کوچک و نظارت بر امور جنگ در یونان گماشت و حوزه نفوذ تیسافرن تنها به کاریا محدود گشت. کوروش کوچک علناً سیاست حمایت از اسپارت را در پیش گرفت، سیاستی که بدون شک در سقوط آتن در سال ۴۰۴ و پیروزی نهایی اسپارت بی تأثیر نبوده‌است. تقریباً همزمان با سقوط آتن، داریوش دوم، احتمالاً در شوش درگذشت و فرزند بزرگش اردشیر دوم به تخت هخامنشی نشست. با پایان جنگ‌های پلوپونزی در یونان، کوروش جوان که اینک از دوستی فرماندهان بزرگ اسپارتی بهره‌مند بود، سپاه بزرگی شامل عده زیادی جنگجوی اجیر یونانی فراهم آورد و مقدمات حمله به شوش و گرفتن تاج و تخت از برادرش اردشیر دوم را تهیه دید.
پس از سقوط آتن رقابتی میان کوروش جوان و تیسافرن برای چیرگی بر ایونیه درگرفته بود که طی آن کوروش بر بیشتر نواحی ایونیه سلطه یافت، اما تیسافرن بندر مهم میلتوس را از آن خود کرد. کورش تیسافرن را در میلتوس مورد حمله قرار داد و تیسافرن نیز اردشیر را در جریان تحرکات نظامی برادرش قرار داد. سلسله وقایعی که به دنبال این حوادث اتفاق افتادند به لشکرکشی بزرگ کوروش کوچک از آسیای صغیر به سمت میانرودان و شوش و نبرد کوناکسا (در ۷۰ کیلومتری شمال بابل بر کرانه غربی فرات) میان کوروش کوچک و اردشیر دوم منتهی گردید. در این نبرد تیسافرن از اردشیر حمایت کرد و عملاً نبرد را فرماندهی کرد. کوروش جوان در نبرد کوناکسا کشته شد و سپاهیان اجیر یونانی به سمت یونان عقب‌نشینی کردند. گزنفون که در صحنه نبرد حاضر بوده شرح عقب‌نشینی یونانیان را در آناباسیس به رشته تحریر آورده‌است.
پس از این نبرد تیسافرن که به دلیل کشتن کورش کوچک، دشمنی پروشات (پریزاتیس) مادر کوروش و اردشیر، و نیز گروهی از درباریان هخامنشی را برای خود خریده بود، با اقتدار به مقام پیشین خود در آسیای کوچک بازگشت. تیسافرن به تنبیه شهرهای یونانی که از کوروش حمایت کرده بودند، دست گشاد و اینکار به زودی به جنگ با اسپارت در سال ۳۹۹ پیش از میلاد منتهی گردید. آژزیلاس دوم پادشاه اسپارت در سال ۳۹۵ تیسافرن را در نزدیکی سارد شکست داد. این شکست موقعیت تیسافرن در دربار هخامنشی را به شدت تضعیف کرد و نهایتاً پروشات و دشمنان تیسافرن موفق شدند اردشیر را به فروگرفتن تیسافرن راضی کنند. تیسافرن در همان سال توسط فرستاده شاه به نام تیثراستس (Tithraustes) و با همکاری آریائوس (Ariaeus) یکی از سرداران سابق کوروش کوچک، در خانه شخص اخیر در شهر کولوسیا در فریگیه به قتل رسید.
ظاهراً خبر قتل تیسافرن موجی از شادی را در شهرهای یونانی برانگیخته چرا که خاطره سیاست دوگانه او در خلال جنگ‌های پلوپونزی همچنان در یونان زنده بوده‌است. قتل تیسافرن را شاید بتوان قدیمی‌ترین نمونه ثبت شدهٔ الگوی رفتاری «وزیر کشی» و «نخبه کشی» در تاریخ ایران دانست.